# Ben Wijnstekers
Ben Wijnstekers (Rotterdam, 31 agosto 1955) è un ex calciatore olandese.

## Palmarès

### Club

#### Competizioni nazionali
- Campionato olandese: 1

Feyenoord: 1983-1984
- Coppa dei Paesi Bassi: 2

Feyenoord: 1979-1980, 1983-1984